# Siracusa Calcio 1978-1979
Questa voce raccoglie le informazioni riguardanti il Siracusa Calcio nelle competizioni ufficiali della stagione 1978-1979.

## Rosa
| N. |                   | Ruolo | Calciatore           |
| -- | ----------------- | ----- | -------------------- |
|    | Italia (bandiera) | A     | Adriano Abate        |
|    | Italia (bandiera) | C     | Pierangelo Agosti    |
|    | Italia (bandiera) | A     | Walter Ballarin      |
|    | Italia (bandiera) | C     | Giuseppe Belfiore    |
|    | Italia (bandiera) | P     | Angelo Bellavia      |
|    | Italia (bandiera) | A     | Ubaldo Biagetti      |
|    | Italia (bandiera) | C     | Giorgio Biasiolo     |
|    | Italia (bandiera) | C     | Gaetano Costa        |
|    | Italia (bandiera) | C     | Amedeo Crippa        |
|    | Italia (bandiera) | C     | Roberto Culotti      |
|    | Italia (bandiera) | C     | Giovanni De Pasquale |
|    | Italia (bandiera) | D     | Nicola De Simone     |

| N. |                   | Ruolo | Calciatore          |
| -- | ----------------- | ----- | ------------------- |
|    | Italia (bandiera) | D     | Luciano Favero      |
|    | Italia (bandiera) | P     | Vincenzo Fazzino    |
|    | Italia (bandiera) | A     | Antonio Lorusso     |
|    | Italia (bandiera) | A     | Giovanni Ludvik     |
|    | Italia (bandiera) | A     | Antonio Petraccini  |
|    | Italia (bandiera) | C     | Benedetto Reale     |
|    | Italia (bandiera) | A     | Nunzio Restivo      |
|    | Italia (bandiera) | C     | Alessandro Rosa     |
|    | Italia (bandiera) | A     | Luigi Rotondi       |
|    | Italia (bandiera) | P     | Giancarlo Santocono |
|    | Italia (bandiera) |       | Santolamazza        |

## Risultati

### Serie C2

#### Girone di andata
| Siracusa 1º ottobre 1978 1ª giornata | Siracusa | 7 – 1 | Cassino | Stadio Comunale (2000 spett.) |

| Torre Annunziata 8 ottobre 1978 2ª giornata | Savoia | 0 – 0 | Siracusa | Stadio Alfredo Giraud |

| Siracusa 15 ottobre 1978 3ª giornata | Siracusa | 0 – 1 | Cosenza | Stadio Comunale (5.550 spett.) |

| Alcamo 22 ottobre 1978 4ª giornata | Alcamo | 3 – 0 | Siracusa | Stadio Don Rizzo |

| Siracusa 29 ottobre 1978 5ª giornata | Siracusa | 2 – 0 | Trapani | Stadio Comunale (3.200 spett.) |

| Ragusa 5 novembre 1978 6ª giornata | Ragusa | 3 – 0 | Siracusa | Stadio Selvaggio |

| Siracusa 12 novembre 1978 7ª giornata | Siracusa | 0 – 0 | Messina | Stadio Comunale (5000 spett.) |

| Rende 19 novembre 1978 8ª giornata | Rende | 2 – 1 | Siracusa | Stadio Marco Lorenzon |

| Siracusa 26 novembre 1978 9ª giornata | Siracusa | 2 – 0 | Marsala | Stadio Comunale (5000 spett.) |

| Barcellona Pozzo di Gotto 3 dicembre 1978 10ª giornata | Nuova Igea | 1 – 1 | Siracusa | Stadio Carlo Stagno d'Alcontres |

| Siracusa 10 dicembre 1978 11ª giornata | Siracusa | 2 – 1 | Vittoria | Stadio Comunale (6000 spett.) |

| Potenza 17 dicembre 1978 12ª giornata | Potenza | 1 – 2 | Siracusa | Stadio Alfredo Viviani |

| Siracusa 30 dicembre 1978 13ª giornata | Siracusa | 2 – 0 | Palmese | Stadio Comunale (6000 spett.) |

| Crotone 7 gennaio 1979 14ª giornata | Crotone | 0 – 1 | Siracusa | Stadio Ezio Scida |

| Siracusa 14 gennaio 1979 15ª giornata | Siracusa | 3 – 1 | Vigor Lamezia | Stadio Comunale (6000 spett.) |

| Siracusa 21 gennaio 1979 16ª giornata | Siracusa | 0 – 0 | Sorrento | Stadio Comunale |

| Caserta 28 gennaio 1979 17ª giornata | Casertana | 2 – 1 | Siracusa | Stadio Alberto Pinto |

#### Girone di ritorno
| Cassino 4 febbraio 1979 18ª giornata | Cassino | 1 – 2 | Siracusa | Stadio Gino Salveti |

| Siracusa 11 febbraio 1979 19ª giornata | Siracusa | 1 – 0 | Savoia | Stadio Comunale (9000 spett.) |

| Cosenza 18 febbraio 1979 20ª giornata | Cosenza | 4 – 3 | Siracusa | Stadio San Vito |

| Siracusa 25 febbraio 1979 21ª giornata | Siracusa | 2 – 1 | Alcamo | Stadio Comunale (5000 spett.) |

| Trapani 4 marzo 1979 22ª giornata | Trapani | 1 – 0 | Siracusa | Stadio Provinciale |

| Siracusa 11 marzo 1979 23ª giornata | Siracusa | 2 – 0 | Ragusa | Stadio Comunale (9.500 spett.) |

| Messina 25 marzo 1979 24ª giornata | Messina | 1 – 1 | Siracusa | Stadio Giovanni Celeste |

| Siracusa 1º aprile 1979 25ª giornata | Siracusa | 1 – 0 | Rende | Stadio Comunale (10.000 spett.) |

| Marsala 8 aprile 1979 26ª giornata | Marsala | 0 – 0 | Siracusa | Stadio Municipale |

| Siracusa 22 aprile 1979 27ª giornata | Siracusa | 1 – 1 | Nuova Igea | Stadio Comunale (8000 spett.) |

| Vittoria 29 aprile 1979 28ª giornata | Vittoria | 0 – 0 | Siracusa | Stadio Comunale |

| Siracusa 6 maggio 1979 29ª giornata | Siracusa | 1 – 0 | Potenza | Stadio Comunale (8000 spett.) |

| Palma Campania 13 maggio 1979 30ª giornata | Palmese | 2 – 1 | Siracusa | Stadio Comunale |

| Siracusa 20 maggio 1979 31ª giornata | Siracusa | 5 – 0 | Crotone | Stadio Comunale (9000 spett.) |

| Lamezia Terme 27 maggio 1979 32ª giornata | Vigor Lamezia | 1 – 0 | Siracusa | Stadio Guido D'Ippolito |

| Sorrento 3 giugno 1979 33ª giornata | Sorrento | 1 – 1 | Siracusa | Stadio Italia (2.500, di cui 1.500 siracusani spett.) |

| 9 giugno 1979 34ª giornata | Siracusa | 1 – 0 | Casertana | (11.000 spett.) |

### Coppa Italia Semiprofessionisti

#### Fase a gironi
| Arbitro: | Barreca (Reggio Calabria) |

|                                |           |  |
| Rotondi 31’ Messina 78’ (aut.) | Marcatori |  |

| Arbitro: | Ramicone (Tivoli) |

|                       |           |                                    |
| Canturi 74’ Falbo 88’ | Marcatori | 11’ Ballarin 41’, 52’, 73’ Rotondi |

| Arbitro: | Meschini (Perugia) |

|  |           |                        |
|  | Marcatori | 67’ Ludwig 69’ Restivo |

| Arbitro: | Madonna (Torre del Greco) |

|                                                    |           |  |
| Restivo 14’, 71’ Abate 25’ Ludwig 31’ Ballarin 46’ | Marcatori |  |

#### Fase a eliminazione diretta
| Arbitro: | Lamorgese (Potenza) |

|                   |           |           |
| Ballarin 43’, 64’ | Marcatori | 63’ Umile |

| Marsala 25 ottobre 1978 Sedicesimi di finale ritorno | Marsala                   | 0 – 0 | Siracusa | Stadio Municipale\| Arbitro: \| Pezzella (Frattamaggiore) \| |
| Arbitro:                                             | Pezzella (Frattamaggiore) |       |          |                                                              |

| Arbitro: | Esposito (Torre del Greco) |

|  |           |             |
|  | Marcatori | 88’ Lorusso |

| Arbitro: | Falsetti (Roma) |

|                                                |           |  |
| Petraccini 1’ (rig.) Biagetti 33’ Biasiolo 86’ | Marcatori |  |

| Arbitro: | Corigliano (Crotone) |

|                           |           |  |
| Biasiolo 24’ Ballarin 30’ | Marcatori |  |

| Sorrento 28 marzo 1979 Quarti di finale ritorno | Sorrento          | 0 – 0 | Siracusa | Stadio Italia\| Arbitro: \| Pirandola (Lecce) \| |
| Arbitro:                                        | Pirandola (Lecce) |       |          |                                                  |

| Arbitro: | Madonna (Torre del Greco) |

|                                                |           |  |
| Petraccini 9’ (rig.) Biasiolo 46’ Biagetti 89’ | Marcatori |  |

| Arbitro: | Valente (Monfalcone) |

|                           |           |             |
| Forte 6’, 24’ Bianchi 66’ | Marcatori | 4’ Biasiolo |

| Arbitro: | Altobelli (Roma) |

|              |           |  |
| 89’ Ballarin | Marcatori |  |